# Monasterio Martqopi
El monasterio de la Deidad de Martqopi (en georgiano: მარტყოფის ღვთაების მონასტერი, romanizado: tr) es un monasterio ortodoxo georgiano cercano al pueblo de Martqopi, a unos 25 km al este de Tiflis, Georgia. La historia del monasterio se remonta a las prácticas de estilitas en el siglo VI y está vinculada por la tradición histórica con San Antón, uno de los trece padres asirios. La mayoría de las estructuras existentes datan del siglo XVII al XIX. El monasterio está inscrito en la lista de Monumentos culturales inamovibles de importancia nacional de Georgia.

## Ubicación
El complejo del monasterio está situado a 5 km al noroeste del pueblo arqueológicamente importante de Martqopi, municipio de Gardabani, Kvemo Kartli, a unos 25 km al este de Tiflis, en las laderas boscosas del sur de la cordillera Ialno. El complejo actual consta de la cúpula principal de la iglesia, un campanario, el pilar del monje Anton y varias otras estructuras.
La iglesia principal fue completamente reconstruida a mediados del siglo XIX para reemplazar el antiguo edificio medieval en ruinas. Al norte se alza un campanario, construido por cierto Akhverda en 1699, identificado por una inscripción georgiana en su pared. Arquitectónicamente es similar a otros campanarios contemporáneos en Georgia, como los de Ninotsminda, Urbnisi y Anchiskhati, con cierto aire a persianate. Más al este, en la cima de una colina, hay una torre que domina el monasterio y se eleva a una altura de 30 metros. Conocido como el pilar del monje Anton, se cree que sirvió como una ermita estilita en los últimos 15 años de vida del monje. La estructura existente fue construida sobre la columna de piedra medieval en ruinas.

## Historia

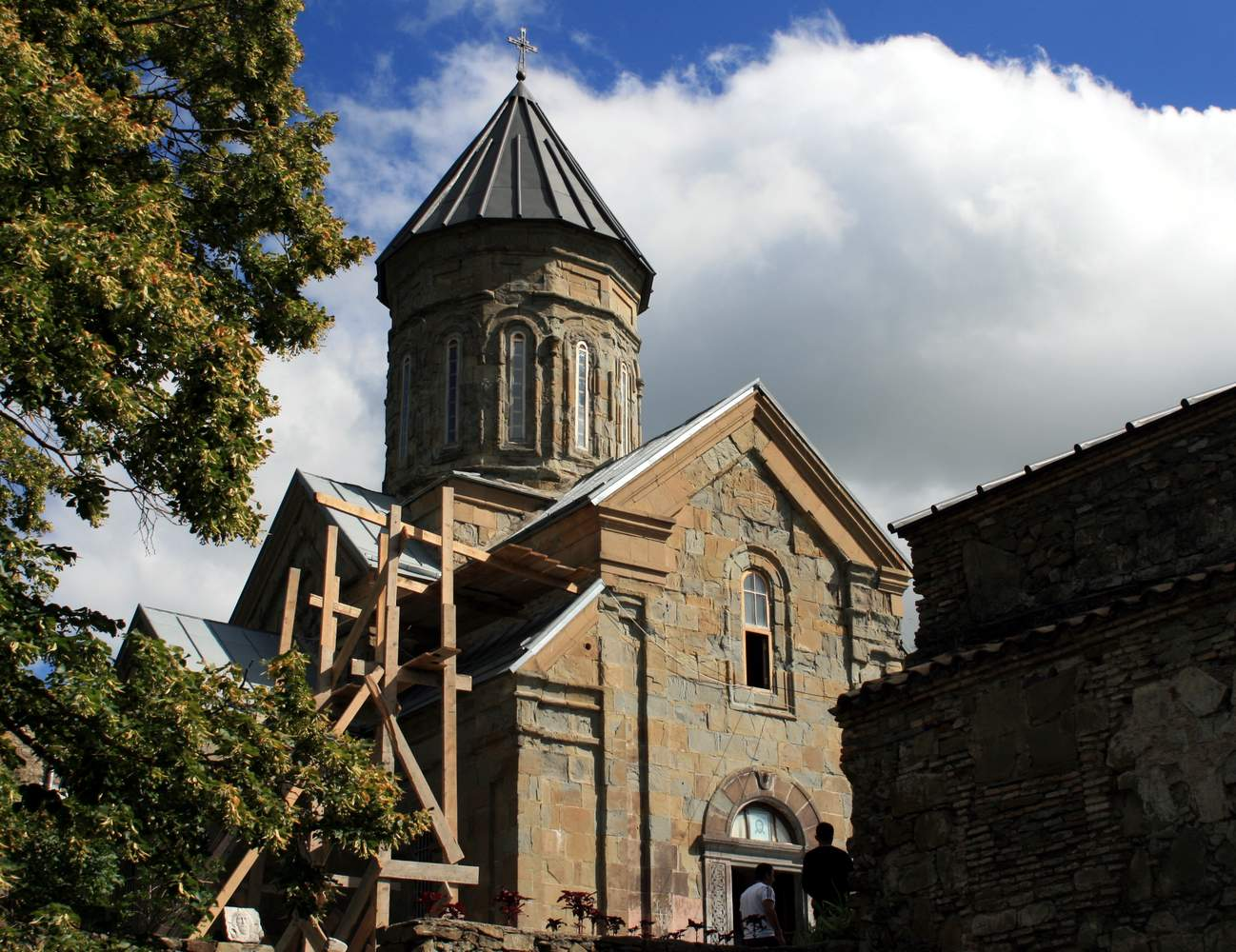
Iglesia de la Deidad de Martqopi

Campanario de Martqopi

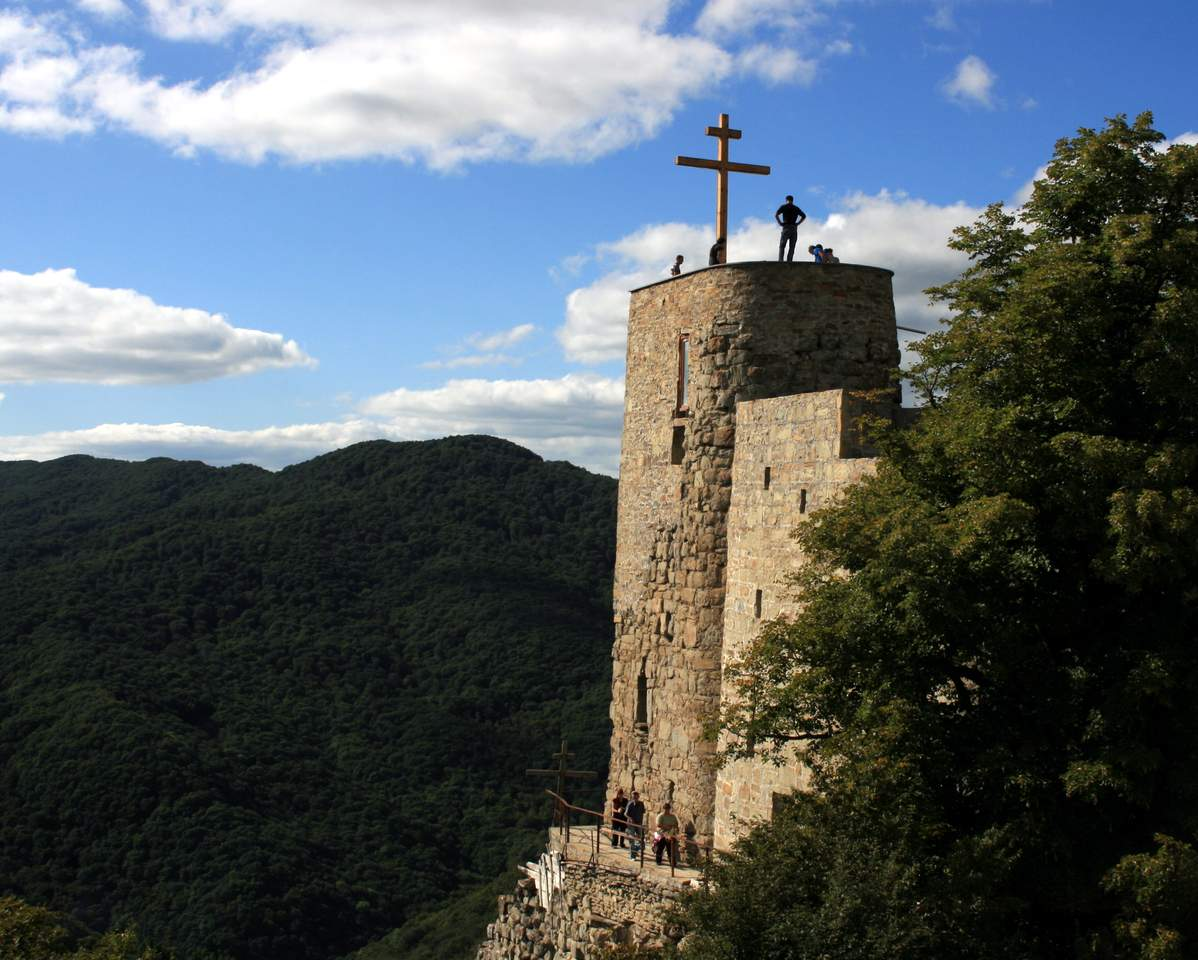
Pilar de San Anton

La fundación del monasterio de Martqopi está asociada a la tradición medieval georgiana, elaborada en los himnos por el clérigo del siglo XIII Arsen Bulmaisimisdze, con el monje Anton, de quien se dice que llegó a Georgia desde Edesa en la Alta Mesopotamia alrededor de 545. El topónimo Martqopi es derivado del epíteto georgiano de San Antón, Martodmqopeli (literalmente, "aquel que vive en soledad"), "un ermitaño", mientras que nombrar a la iglesia como la Deidad es una referencia al ícono acheiropoyético del Redentor, según los informes, traído por Anton de Edesa.
En 1265, el monasterio se convirtió en la sede del obispo de Rustavi después de que esa ciudad fuera destruida en una invasión por Berke, gobernante de la Horda de Oro de Mongolia. El monasterio fue saqueado durante las campañas georgianas del emir turco-mongol Timur en 1395. A finales del siglo XVII, se renovó sustancialmente. Fue fortificado, "como una fortaleza", según lo informado por el erudito georgiano del siglo XVIII, el príncipe Vakhushti. Su muro tenía una longitud total de 1.400 m y estaba equipado con puertos de tiro.
El monasterio gozó del favor de los reyes del reino georgiano oriental de Kakheti, a cuyo país pertenecía Martqopi después de la disolución del Reino de Georgia a fines del siglo XV. En un episodio, después de que las fuerzas persas- georgianas derrotaron a las tropas otomanas en 1735, el monasterio recibió la visita de Nader Shah, acompañado por sus aliados georgianos, los príncipes Teimuraz y Erekle; Nader donó algo de dinero y regalos para el monasterio cristiano.
En 1752, desconfiado de las incursiones merodeadoras de Lesgias, el obispo Ioseb Jandierishvili se sintió obligado a abandonar el monasterio y transferir su residencia y parroquia dentro de la mejor protegida aldea de Martqopi. El edificio de la iglesia fue dañado significativamente en un terremoto en 1823; su cúpula y muro oriental se derrumbaron. De la iglesia, el historiador francés del siglo XIX Marie-Félicité Brosset comentó que no quedaba más que el muro.
En su descripción de 1847 de Martqopi, el primer tratamiento académico del monumento, Platon Ioseliani informó que la iglesia en ruinas todavía contenía frescos, incluidos los retratos de cuerpo entero de los reyes georgianos Vakhtang Gorgasali y David el Constructor, con textos georgianos identificativos e inscripciones greco-rusas que conmemoran la embajada moscovita en Kakheti en 1586.
El edificio principal de la iglesia fue reconstruido entre 1848 y 1855 y el pintor ruso Mikhail Troshchinsky fue empleado para decorar el interior en 1856. En el proceso, se perdieron viejos murales georgianos e inscripciones multilingües; una cámara descubierta en la parte norte de la iglesia fue identificada como el cementerio de San Antón.
El 26 de agosto de 1918, el convento de Martqopi se convirtió en el escenario del asesinato de Kyrion II, Catolicós Patriarca de toda Georgia, quien fue encontrado fusilado en su propia celda en circunstancias poco claras. El monasterio permaneció activo hasta 1934, cuando fue cerrado por las autoridades soviéticas; el edificio de la iglesia se convirtió en un orfanato y posteriormente en una instalación recreativa para los 31 empleados de la Fábrica de Aviación con sede en Tiflis. En 1989, el monasterio fue restaurado a la Iglesia ortodoxa georgiana.